# Basilica di San Giuseppe al Trionfale

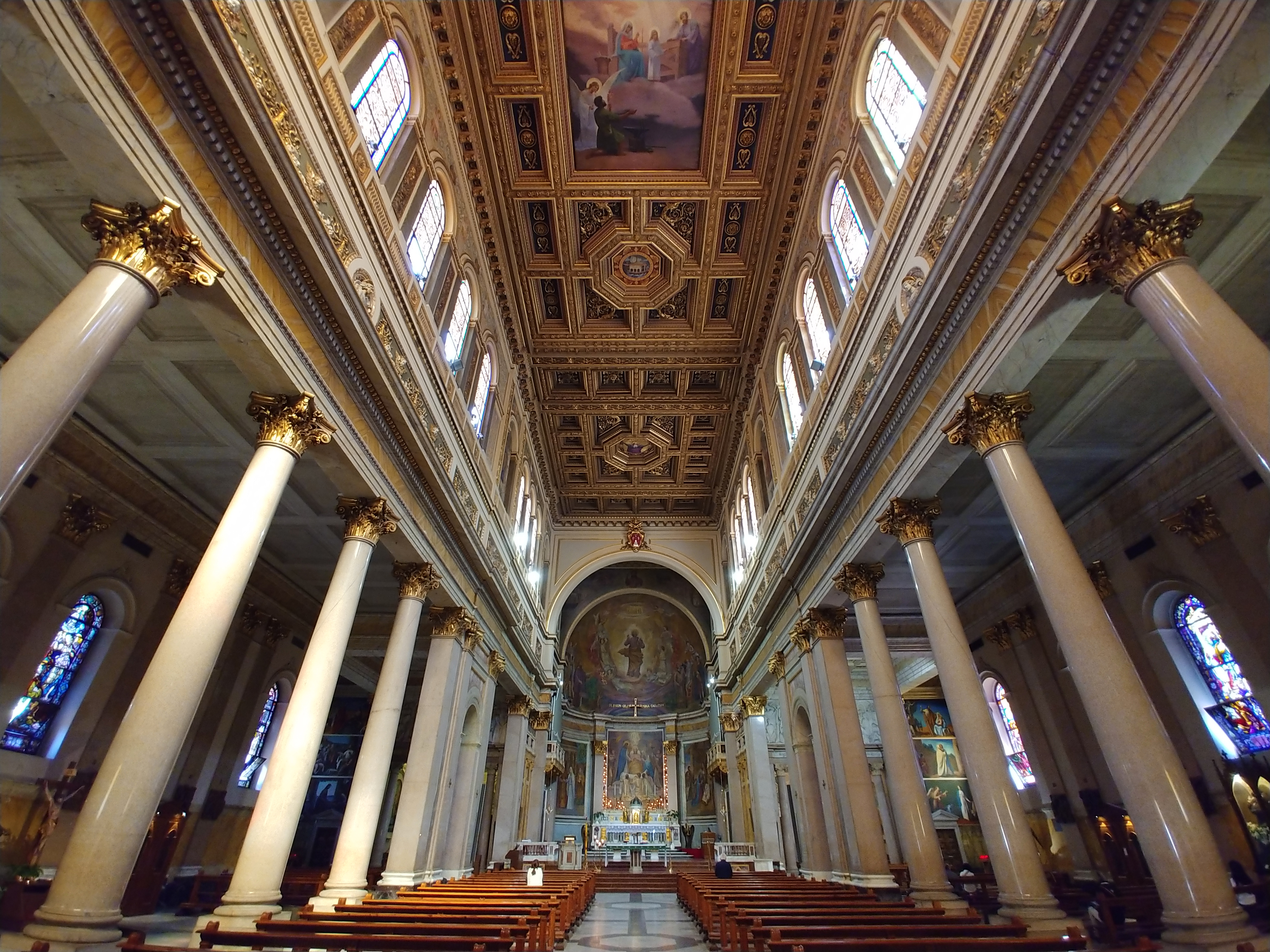
Interno

La basilica di San Giuseppe al Trionfale si trova a Roma, in via Bernardino Telesio, nel quartiere Trionfale.

## Storia
La sua costruzione avvenne sotto l'impulso di don Luigi Guanella, che poté contare sull'appoggio di papa Pio X, grande devoto del santo sposo della Madonna. Nel 1909, grazie ad alcuni finanziamenti privati, raccolti da don Guanella e all'appoggio economico della Santa Sede, su progetto di Aristide Leonori, fu iniziata la costruzione di questo imponente edificio, sito in prossimità delle mura vaticane, nel popoloso quartiere Trionfale.
Oltre che nei suoi aspetti architettonici, la chiesa ha anche valore in campo urbanistico perché, con altre del quartiere e del contiguo rione Prati (in parte coevo), racconta di una tendenza anticlericale diffusa alla fine dell'800 nel neonato stato italiano che voleva, ponendosi in contrasto con il Vaticano, minimizzare l'importanza dei luoghi di culto, assegnando loro nei costruendi quartieri un lotto edilizio qualsiasi in allineamento su strade anche secondarie e non, come ci si aspetterebbe, un lotto con affaccio sulla piazza o via principale del quartiere (anche in questo caso dove il piazzale degli Eroi è veramente prossimo e presenta già in affaccio edilizia civile e di servizio, come le scuole elementari e l'ospedale oftalmico).
La chiesa fu aperta al culto il 19 marzo 1912 e il 24 maggio 1912, con la costituzione apostolica "Cum incolarum", fu eretta in parrocchia, ottenendo i redditi della chiesa di San Marcello al Corso (soppressa nel 1909). Il primo parroco fu don Aurelio Bacciarini, successivamente nominato Amministratore Apostolico del Ticino e dichiarato venerabile nel 2008.
Contemporaneamente fu iniziata la costruzione della adiacente Residenza San Giuseppe, che diventò sede della più importante scuola per infermieri di Roma a impronta religiosa: oggi fa parte del Gruppo Segesta.
La chiesa di San Giuseppe al Trionfale, che fin dalla fondazione è affidata ai sacerdoti della Congregazione dei Servi della Carità - Opera don Guanella, dal 1967 è sede della diaconia cardinalizia omonima ed è stata poi insignita del titolo di basilica minore da papa Paolo VI nel 1970.
Nel 1967 venne costruito dalla ditta Mascioni l'organo a canne (opus 886); a trasmissione elettrica, dispone di 45 registri e si articola in due corpi situati sulle due cantorie contrapposte ai lati del presbiterio. La sua consolle è mobile indipendente e dispone di 2 tastiere e pedaliera e si trova alla destra dell'altare maggiore.
Il campanile ospita un concerto di 8 campane in Mi3; esso è costituito da un nucleo originario di cinque bronzi in Fa#3 realizzato da Angelo Bianchi nel 1911, modificato nel 1954 da Daciano Cobalchini rifondendo la terza campana in La3 e aggiungendo tre nuovi bronzi.